# Olympische Sommerspiele 2012/Rudern – Einer (Frauen)
Der Ruderwettbewerb im Einer der Frauen bei den  Olympischen Spielen 2012 in London wurde vom 28. Juli bis zum 4. August 2012 auf dem Dorney Lake ausgetragen. 28 Athletinnen nahmen teil. 
Die Ruderregatta, die über 2000 Meter ausgetragen wurde, begann mit fünf Vorläufen. Die jeweils ersten vier Ruderinnen qualifizierten sich für das Viertelfinale, die übrigen mussten in die Hoffnungsläufe. Hier qualifizierten sich die jeweils ersten beiden Ruderinnen für das Viertelfinale, die übrigen kamen in das Finale E. 
Im Viertelfinale qualifizierten sich die jeweils ersten drei Ruderinnen für das Halbfinale A/B, die übrigen starteten im Halbfinale C/D. Die Halbfinals A/B und C/D entschieden über die Belegungen der Finals A, B, C und D. Die jeweils ersten drei qualifizierten sich für die Finals A und C. Die Finals B, C und D entschieden über die Platzierungen, das Finale A über die Medaillenvergabe.
Die jeweils qualifizierten Boote sind hellgrün unterlegt.

## Titelträger
| Olympiasieger | Rumjana Nejkowa ( Bulgarien)     | Peking 2008 |
| Weltmeister   | Miroslava Knapková ( Tschechien) | Bled 2011   |

## Vorläufe
28. Juli 2012

### Vorlauf 1
| Platz | Ruderin            | Nation      | Zeit (min) |
| ----- | ------------------ | ----------- | ---------- |
| 1     | Emma Twigg         | Neuseeland  | 7:40,24    |
| 2     | Donata Vištartaitė | Litauen     | 7:43,07    |
| 3     | Sanita Pušpure     | Irland      | 7:49,35    |
| 4     | Kissya da Costa    | Brasilien   | 8:07,75    |
| 5     | Lucia Palermo      | Argentinien | 8:07,89    |
| 6     | Soulmaz Abbasi     | Iran        | 8:17,46    |

### Vorlauf 2
| Platz | Ruderin              | Nation        | Zeit (min) |
| ----- | -------------------- | ------------- | ---------- |
| 1     | Kim Crow             | Australien    | 7:41,18    |
| 2     | Natalija Mustafajewa | Aserbaidschan | 7:46,01    |
| 3     | Micheen Thornycroft  | Simbabwe      | 7:47,10    |
| 4     | Yariulvis Cobas      | Kuba          | 7:48,58    |
| 5     | Camila Vargas        | El Salvador   | 8:01,60    |
| 6     | Kim Ye-ji            | Südkorea      | 8:04,68    |

### Vorlauf 3
| Platz | Ruderin                        | Nation      | Zeit (min) |
| ----- | ------------------------------ | ----------- | ---------- |
| 1     | Miroslava Knapková             | Tschechien  | 7:24,17    |
| 2     | Fie Udby Erichsen              | Dänemark    | 7:29,37    |
| 3     | Marie-Louise Dräger            | Deutschland | 7:44,23    |
| 4     | Phuttharaksa Neegree-Rodenberg | Thailand    | 7:52,62    |
| 5     | Swetlana Germanowitsch         | Kasachstan  | 8:01,94    |
| 6     | Racha Soula                    | Tunesien    | 8:19,31    |

### Vorlauf 4
| Platz | Ruderin            | Nation   | Zeit (min) |
| ----- | ------------------ | -------- | ---------- |
| 1     | Zhang Xiuyun       | China    | 7:21,49    |
| 2     | Frida Svensson     | Schweden | 7:32,61    |
| 3     | Gabriela Mosqueira | Paraguay | 7:52,07    |
| 4     | Haruna Sakakibara  | Japan    | 7:52,98    |
| 5     | Shwe Zin Latt      | Myanmar  | 8:10,15    |

### Vorlauf 5
| Platz | Ruderin           | Nation             | Zeit (min) |
| ----- | ----------------- | ------------------ | ---------- |
| 1     | Kazjaryna Karsten | Belarus            | 7:30,31    |
| 2     | Julija Lewina     | Russland           | 7:32,06    |
| 3     | Genevra Stone     | Vereinigte Staaten | 7:33,68    |
| 4     | Debora Oakley     | Mexiko             | 8:00,17    |
| 5     | Amina Rouba       | Algerien           | 8:15,94    |

## Hoffnungslauf
29. Juli 2012

### Lauf 1
| Platz | Ruderin                | Nation      | Zeit (min) |
| ----- | ---------------------- | ----------- | ---------- |
| 1     | Kim Ye-ji              | Südkorea    | 7:50,64    |
| 2     | Lucia Palermo          | Argentinien | 7:52,49    |
| 3     | Swetlana Germanowitsch | Kasachstan  | 7:53,63    |
| 4     | Amina Rouba            | Algerien    | 8:12,83    |

### Lauf 2
| Platz | Ruderin        | Nation      | Zeit (min) |
| ----- | -------------- | ----------- | ---------- |
| 1     | Camila Vargas  | El Salvador | 7:53,38    |
| 2     | Soulmaz Abbasi | Iran        | 8:05,99    |
| 3     | Shwe Zin Latt  | Myanmar     | 8:09,59    |
| 4     | Racha Soula    | Tunesien    | 8:10,76    |

## Viertelfinale
31. Juli 2012

### Lauf 1
| Platz | Ruderin             | Nation      | Zeit (min) |
| ----- | ------------------- | ----------- | ---------- |
| 1     | Kim Crow            | Australien  | 7:34,29    |
| 2     | Emma Twigg          | Neuseeland  | 7:39,07    |
| 3     | Marie-Louise Dräger | Deutschland | 7:52,17    |
| 4     | Debora Oakley       | Mexiko      | 8:10,97    |
| 5     | Gabriela Mosqueira  | Paraguay    | 8:14,36    |
| 6     | Soulmaz Abbasi      | Iran        | 8:27,28    |

### Lauf 2
| Platz | Ruderin            | Nation             | Zeit (min) |
| ----- | ------------------ | ------------------ | ---------- |
| 1     | Miroslava Knapková | Tschechien         | 7:35,35    |
| 2     | Genevra Stone      | Vereinigte Staaten | 7:39,67    |
| 3     | Frida Svensson     | Schweden           | 7:40,64    |
| 4     | Sanita Pušpure     | Irland             | 7:44,19    |
| 5     | Yariulvis Cobas    | Kuba               | 7:56,89    |
| 6     | Camila Vargas      | El Salvador        | 8:07,67    |

### Lauf 3
| Platz | Ruderin                        | Nation      | Zeit (min) |
| ----- | ------------------------------ | ----------- | ---------- |
| 1     | Zhang Xiuyun                   | China       | 7:39,58    |
| 2     | Julija Lewina                  | Russland    | 7:41,28    |
| 3     | Donata Vištartaitė             | Litauen     | 7:45,68    |
| 4     | Micheen Thornycroft            | Simbabwe    | 7:56,66    |
| 5     | Lucia Palermo                  | Argentinien | 8:06,47    |
| 6     | Phuttharaksa Neegree-Rodenberg | Thailand    | 8:16,50    |

### Lauf 4
| Platz | Ruderin              | Nation        | Zeit (min) |
| ----- | -------------------- | ------------- | ---------- |
| 1     | Fie Udby Erichsen    | Dänemark      | 7:38,93    |
| 2     | Kazjaryna Karsten    | Belarus       | 7:42,00    |
| 3     | Natalija Mustafajewa | Aserbaidschan | 8:00,26    |
| 4     | Kim Ye-ji            | Südkorea      | 8:08,39    |
| 5     | Haruna Sakakibara    | Japan         | 8:12,26    |
| 6     | Kissya da Costa      | Brasilien     | 8:12,85    |

## Halbfinale
2. August 2012

### Halbfinale C/D

#### Lauf 1
| Platz | Ruderin                        | Nation      | Zeit (min) |
| ----- | ------------------------------ | ----------- | ---------- |
| 1     | Sanita Pušpure                 | Irland      | 7:51,69    |
| 2     | Kissya da Costa                | Brasilien   | 8:01,64    |
| 3     | Phuttharaksa Neegree-Rodenberg | Thailand    | 8:03,91    |
| 4     | Lucia Palermo                  | Argentinien | 8:09,85    |
| 5     | Debora Oakley                  | Mexiko      | 8:14,03    |
| 6     | Soulmaz Abbasi                 | Iran        | 8:30,74    |

#### Lauf 2
| Platz | Ruderin             | Nation      | Zeit (min) |
| ----- | ------------------- | ----------- | ---------- |
| 1     | Micheen Thornycroft | Simbabwe    | 7:51,02    |
| 2     | Yariulvis Cobas     | Kuba        | 7:54,22    |
| 3     | Camila Vargas       | El Salvador | 7:57,22    |
| 4     | Kim Ye-ji           | Südkorea    | 7:59,78    |
| 5     | Haruna Sakakibara   | Japan       | 8:05,65    |
| 6     | Gabriela Mosqueira  | Paraguay    | 8:10,15    |

### Halbfinale A/B

#### Lauf 1
| Platz | Ruderin             | Nation      | Zeit (min) |
| ----- | ------------------- | ----------- | ---------- |
| 1     | Miroslava Knapková  | Tschechien  | 7:42,57    |
| 2     | Kim Crow            | Australien  | 7:44,69    |
| 3     | Kazjaryna Karsten   | Belarus     | 7:44,94    |
| 4     | Julija Lewina       | Russland    | 7:48,95    |
| 5     | Donata Vištartaitė  | Litauen     | 7:56,05    |
| 6     | Marie-Louise Dräger | Deutschland | 8:01,05    |

#### Lauf 2
| Platz | Ruderin              | Nation             | Zeit (min) |
| ----- | -------------------- | ------------------ | ---------- |
| 1     | Fie Udby Erichsen    | Dänemark           | 7:44,33    |
| 2     | Zhang Xiuyun         | China              | 7:45,58    |
| 3     | Emma Twigg           | Neuseeland         | 7:46,71    |
| 4     | Genevra Stone        | Vereinigte Staaten | 7:52,98    |
| 5     | Frida Svensson       | Schweden           | 8:54,52    |
| 6     | Natalija Mustafajewa | Aserbaidschan      | 8:06,83    |

## Finale

### Finale E
4. August 2012, 10:30 Uhr MESZ

Anmerkung: zur Ermittlung der Plätze 25 bis 28
| Platz | Ruderin                | Nation     | Zeit (min) |
| ----- | ---------------------- | ---------- | ---------- |
| 25    | Swetlana Germanowitsch | Kasachstan | 8:37,08    |
| 26    | Amina Rouba            | Algerien   | 8:42,23    |
| 27    | Racha Soula            | Tunesien   | 8:49,47    |
| 28    | Shwe Zin Latt          | Myanmar    | 8:56,06    |

### Finale D
4. August 2012, 10:50 Uhr MESZ

Anmerkung: zur Ermittlung der Plätze 19 bis 24
| Platz | Ruderin            | Nation      | Zeit (min) |
| ----- | ------------------ | ----------- | ---------- |
| 19    | Kim Ye-ji          | Südkorea    | 8:32,57    |
| 20    | Gabriela Mosqueira | Paraguay    | 8:34,51    |
| 21    | Lucia Palermo      | Argentinien | 8:40,38    |
| 22    | Debora Oakley      | Mexiko      | 8:40,70    |
| 23    | Haruna Sakakibara  | Japan       | 8:42,90    |
| 24    | Soulmaz Abbasi     | Iran        | 8:57,98    |

### Finale C
4. August 2012, 11:20 Uhr MESZ

Anmerkung: zur Ermittlung der Plätze 13 bis 18
| Platz | Ruderin                        | Nation      | Zeit (min) |
| ----- | ------------------------------ | ----------- | ---------- |
| 13    | Sanita Pušpure                 | Irland      | 7:59,77    |
| 14    | Micheen Thornycroft            | Simbabwe    | 8:07,52    |
| 15    | Yariulvis Cobas                | Kuba        | 8:14,59    |
| 16    | Camila Vargas                  | El Salvador | 8:19,75    |
| 17    | Phuttharaksa Neegree-Rodenberg | Thailand    | 8:34,11    |
| 18    | Kissya da Costa                | Brasilien   | DNS        |

### Finale B
4. August 2012, 12:00 Uhr MESZ

Anmerkung: zur Ermittlung der Plätze 7 bis 12
| Platz | Ruderin              | Nation             | Zeit (min) |
| ----- | -------------------- | ------------------ | ---------- |
| 7     | Genevra Stone        | Vereinigte Staaten | 7:45,24    |
| 8     | Donata Vištartaitė   | Litauen            | 7:47,94    |
| 9     | Julija Lewina        | Russland           | 7:49,22    |
| 10    | Frida Svensson       | Schweden           | 7:56,42    |
| 11    | Marie-Louise Dräger  | Deutschland        | 8:11,71    |
| 12    | Natalija Mustafajewa | Aserbaidschan      | 8:23,64    |

### Finale A
4. August 2012, 13:30 Uhr MESZ

Anmerkung: zur Ermittlung der Plätze 1 bis 6
| Platz | Ruderin            | Nation     | Zeit (min) |
| ----- | ------------------ | ---------- | ---------- |
| 1     | Miroslava Knapková | Tschechien | 7:54,37    |
| 2     | Fie Udby Erichsen  | Dänemark   | 7:57,72    |
| 3     | Kim Crow           | Australien | 7:58,04    |
| 4     | Emma Twigg         | Neuseeland | 8:01,76    |
| 5     | Kazjaryna Karsten  | Belarus    | 8:02,86    |
| 6     | Zhang Xiuyun       | China      | 8:03,10    |

Miroslava Knapková gelang der erste tschechische Olympiasieg im Damen-Einer und zugleich im olympischen Rudern. Die Australierin Kim Crow gelang der erste Medaillengewinn Australiens in dieser Bootsklasse. Zudem ist Kim Crow die einzige Teilnehmerin, die bei diesen Spielen zwei Medaillen in zwei verschiedenen Bootsklassen gewinnen konnte (Silber im Doppelzweier). Für Kazjaryna Karsten (BLR) waren es die sechsten Olympischen Spiele. Insgesamt gewann sie zwei Gold-, eine Silber- und zwei Bronzemedaillen. Eine der Bronzemedaillen gewann sie 1992 im Doppelvierer. Sie startete damals für das Team der GUS.